# Élections municipales de 2002 au Saguenay–Lac-Saint-Jean
Les élections municipales québécoises de 2002 se déroulent le 3 novembre 2002. Elles permettent d'élire les maires et les conseillers de chacune des municipalités locales du Québec, ainsi que les préfets de quelques municipalités régionales de comté.

## Saguenay–Lac-Saint-Jean

### Dolbeau-Mistassini
| Poste/District              | Élu            | Type d'élection |
| --------------------------- | -------------- | --------------- |
| Maire                       | Georges Simard | Scrutin         |
| Taux de participation: 46 % |                |                 |

### Hébertville-Station
| Poste/District              | Élu            | Type d'élection |
| --------------------------- | -------------- | --------------- |
| Maire                       | Serge Fournier | Scrutin         |
| Taux de participation: 63 % |                |                 |

### Labrecque
| Poste/District             | Élu           | Type d'élection |
| -------------------------- | ------------- | --------------- |
| Maire                      | Daniel Perron | Sans opposition |
| Taux de participation: n/a |               |                 |

### Saint-Ambroise
| Poste/District              | Élu            | Type d'élection |
| --------------------------- | -------------- | --------------- |
| Maire                       | Marcel Claveau | Scrutin         |
| Taux de participation: 70 % |                |                 |

### Saint-Bruno
| Poste/District             | Élu             | Type d'élection |
| -------------------------- | --------------- | --------------- |
| Maire                      | Réjean Bouchard | Sans opposition |
| Taux de participation: n/a |                 |                 |

### Saint-Fulgence
| Poste/District              | Élu           | Type d'élection |
| --------------------------- | ------------- | --------------- |
| Maire                       | Gisèle Girard | Scrutin         |
| Taux de participation: 44 % |               |                 |

### Saint-Henri-de-Taillon
| Poste/District             | Élu           | Type d'élection |
| -------------------------- | ------------- | --------------- |
| Maire                      | Jean Larouche | Sans opposition |
| Taux de participation: n/a |               |                 |

### Saint-Nazaire
| Poste/District              | Élu         | Type d'élection |
| --------------------------- | ----------- | --------------- |
| Maire                       | Éric Girard | Scrutin         |
| Taux de participation: 74 % |             |                 |

### Sainte-Jeanne-d'Arc
| Poste/District             | Élu          | Type d'élection |
| -------------------------- | ------------ | --------------- |
| Maire                      | Gaston Morin | Sans opposition |
| Taux de participation: n/a |              |                 |

### Sainte-Monique
| Poste/District              | Élu                | Type d'élection |
| --------------------------- | ------------------ | --------------- |
| Maire                       | Jean-Charles Lemay | Scrutin         |
| Taux de participation: 72 % |                    |                 |